# Kućani
Kućani es un pueblo ubicado en la municipalidad de Nova Varoš, en el distrito de Zlatibor, Serbia.

## Superficie
Posee una superficie de 14,65 kilómetros cuadrados.

## Demografía
Hasta 2011 la población era de 241 habitantes, con una densidad de población de 16,45 habitantes por kilómetro cuadrado.